# Tom & Viv
Tom & Viv (Alternativtitel: Tom und Viv) ist eine US-amerikanisch-britische Filmbiografie aus dem Jahr 1994. Regie führte Brian Gilbert, das Drehbuch schrieben Michael Hastings und Adrian Hodges anhand des gleichnamigen Theaterstücks von Michael Hastings aus dem Jahr 1984.

## Handlung
England, im Jahr 1914: Die junge und attraktive Vivienne Haigh-Wood kehrt in Begleitung ihres älteren Bruders Maurice an ihren ehemaligen Studienort Oxford zurück. Die Tochter einer alteingesessenen Londoner Bankiersfamilie lebt unangepasst und unkonventionell und freut sich auf das Wiedersehen mit dem US-Amerikaner Thomas „Tom“ Stearns Eliot, der in England Literatur unter Bertrand Russell studiert. Vivienne und Tom verlieben sich ineinander. Das Paar brennt durch und heiratet. Doch schon auf der Hochzeitsreise in Eastbourne beginnt Vivienne, unter körperlichen Gebrechen zu leiden, die sie versucht, durch stetigen Medikamentengebrauch zu kurieren.
Von der Hochzeitsreise zurückgekehrt, verfügt das Paar über keine materielle Sicherheit oder eine berufliche Perspektive, da Tom plant, Dichter zu werden. Vivienne unterstützt ihn als Sekretärin und Muse. Ihr Gesundheitszustand verschlechtert sich jedoch. Aufgrund fehldosierter Medikamente beginnt sie, unter unkontrollierbaren Wutausbrüchen zu leiden. Gleichzeitig wird Vivienne immer mutloser und apathischer, da sie aufgrund eines gestörten Hormonhaushalts unter unregelmäßigen und heftigen Monatsblutungen leidet. Auch ist sie dem Alkohol zugetan.
Tom, der mittlerweile eine Stellung bei Viviennes Vater angenommen hat, entfremdet sich immer mehr von seiner Ehefrau und flüchtet sich in die Arbeit als Dichter. Vivienne benimmt sich immer vulgärer. Sie provoziert und schockiert die Öffentlichkeit, indem sie unter anderem den Pazifisten Bertrand Russell unterstützt. Als Viviennes Vater stirbt, wird ihr Erbe aufgrund ihres Verhaltens von Tom und Maurice in einer Stiftung verwaltet. Daraufhin beginnt sie, Förderer und Freunde ihres Ehemanns sowie weitere Mitglieder aus Gesellschaft und Kirche zu attackieren. Mit Zustimmung ihrer Angehörigen wird die „gemeingefährliche“ Vivienne in einer Nervenheilanstalt eingewiesen und sieht Tom nie wieder. Sie stirbt im Jahr 1947. Ein Jahr später erhält ihr Ehemann den Literaturnobelpreis.

## Kritiken
James Berardinelli schrieb auf ReelViews, der Film sei nicht für ein breites Publikum bestimmt. Die Darstellungen seien – bis auf jene von Willem Dafoe – „wundervoll“, die Bilder seien „nett“. Die Hauptdarsteller hätten Schwierigkeiten mit der Glaubwürdigkeit am Anfang der gezeigten Zeitspanne – die eine reife Frau spielende Richardson bessere sich stark, Dafoe nicht. Der Film setze eher auf Intellekt als auf Emotionen. Der größte Makel des Films sei sein Tempo, besonders in der letzten halben Stunde.
Edward Guthmann schrieb in der San Francisco Chronicle vom 17. Februar 1995, die Rolle von Miranda Richardson sei „perfekt“ auf ihr „scharfes, extravagantes Talent“ zugeschnitten. Der Film zeige, wie die dargestellte Krankheit der Frau nicht nur durch die Zeit definiert sei, sondern auch durch die Person des Ehemanns. Der von Dafoe verkörperte Dichter wirke wie ein „arglistiges, sich selbst kontrolliertes Schwein“, das nach der gesellschaftlichen Stellung und Karriere hungrig sei.
Das Lexikon des internationalen Films schrieb, die Titelrollen der „gediegenen Verfilmung des gleichnamigen Bühnenstücks“ seien „vorzüglich gespielt“. „Die inszenatorisch solide Beziehungstragödie“ könne man „gleichermaßen als Krankengeschichte, Emanzipationsdrama und Dichterbiografie verstehen“. Der Film beschwöre „mit dem Geist des britischen Empires zwischen den Kriegen“ „glaubhaft eine Zeit, in der eine erstarrte Gesellschaft eine unangepasste junge Frau zwangsläufig isolieren musste“.

## Auszeichnungen
Miranda Richardson als Beste Hauptdarstellerin und Rosemary Harris als Beste Nebendarstellerin wurden im Jahr 1995 für den Oscar nominiert. Miranda Richardson wurde 1995 als Beste Hauptdarstellerin – Drama für den Golden Globe Award nominiert.
Miranda Richardson wurde im Jahr 1994 für den BAFTA Award nominiert; der Film erhielt außerdem eine Nominierung für den Alexander Korda Award for Best British Film. Miranda Richardson und Rosemary Harris erhielten 1994 den National Board of Review Award.

## Hintergründe
Der Film wurde in Oxford gedreht. Er spielte in den Kinos der USA ca. 539 Tsd. US-Dollar ein.